# Janssenbooten

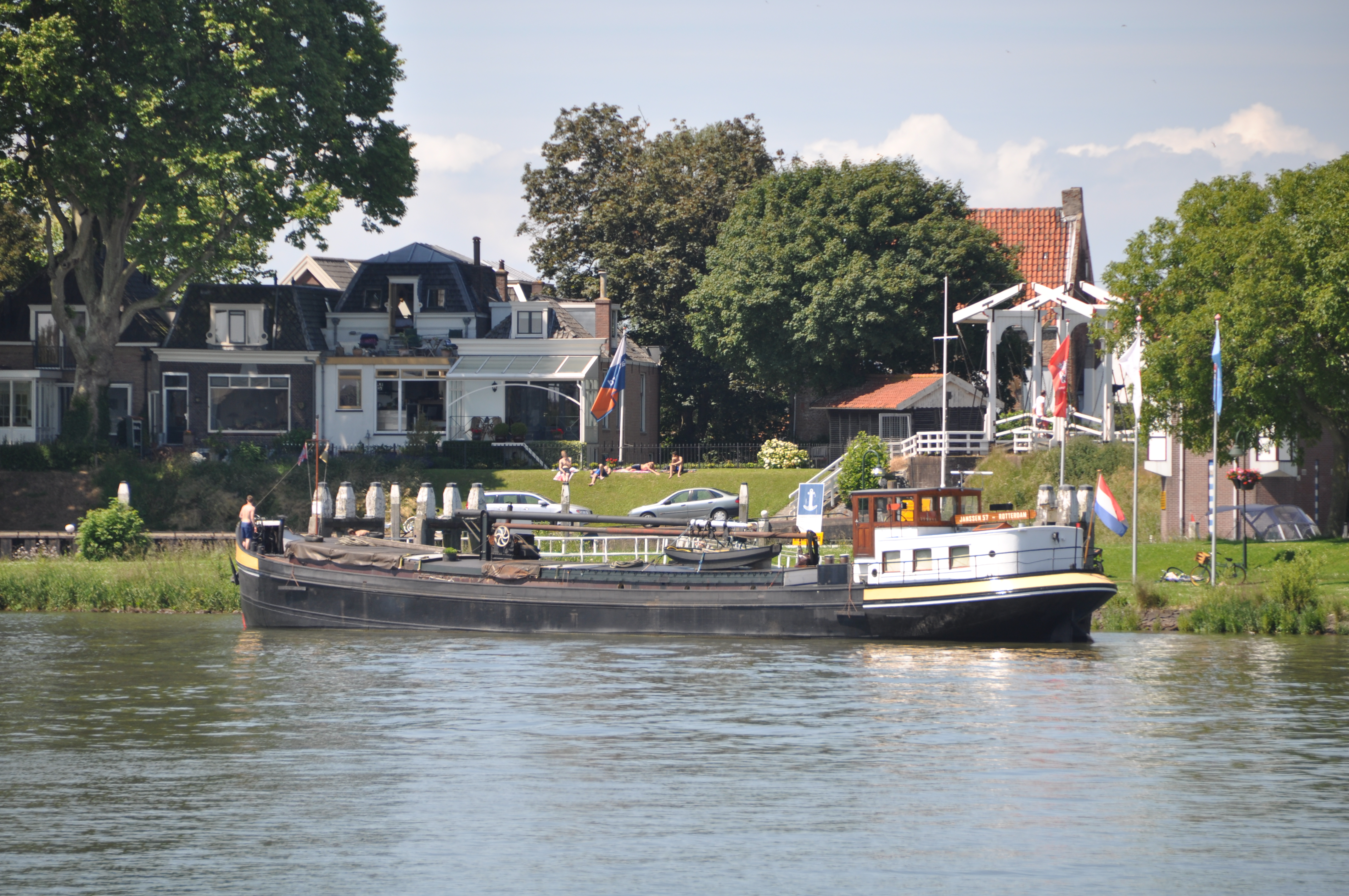
De Janssen 57, hier in Schoonhoven in 2014, werd in 1928 gebouwd

De firma N.V. Janssenbooten was een beurtvaartrederij die in 1877 werd opgericht en vanuit Lith en later Venlo opereerde. Net als vergelijkbare bedrijven vervoerde Janssenbooten passagiers, vracht en vee, meest op gezette tijden langs vaste routes en daarmee kon het tot het openbaar vervoer gerekend worden. In elk geval vanaf 1898 onderhield de rederij een vaste verbinding van Venlo naar Rotterdam en niet lang daarna eentje tussen Venlo en Amsterdam. Na de overname van de concurrent P.J. Berger in 1919 kon ook vervoer van Venlo naar Maastricht worden aangeboden. Naast beurtvaart en lijndiensten was het bedrijf ook actief in het goederenvervoer. De rederij moet over een aanzienlijk aantal schepen hebben beschikt, enkele tientallen op het hoogtepunt, en daarmee kan het tot de grotere transportondernemingen gerekend worden.
Daarnaast was het bedrijf vanaf 1923 actief in het busvervoer en vier jaar daarna in het vervoer met vrachtwagens. Het belang van met name het laatste nam gaandeweg toe: in 1934 had de onderneming al 42 vrachtwagens rijden. Zoals zoveel branchegenoten transformeerde de onderneming tot transportbedrijf in de tegenwoordige zin van het woord. Het ging Janssenauto heten, en begin deze eeuw Janssen1877. Kort voor de Tweede Wereldoorlog werd de autobusdienst afgestoten, verhuisde het hoofdkantoor naar Venlo en niet lang na de oorlog schakelde men geheel over op het wegtransport. De schepen werden verkocht of voor de sloop afgevoerd, in de jaren zeventig de laatste. Alleen de afgebeelde Janssen 57 is, als cementschip, nog tot 1999 in de vaart geweest.